# Niedów-Stausee
Der Niedów-Stausee oder Witka-Stausee (polnisch zbiornik wodny Niedów) ist ein Stausee bei Niedów (deutsch Nieda) im polnischen Teil der Oberlausitz. Das Wasser der angestauten Witka (Wittig), eines rechten Zuflusses der Lausitzer Neiße, dient als Brauchwasser für das Kraftwerk Turów.
Infolge eines Hochwassers wurde der 1958–1962 erbaute Damm am 7. August 2010 zerstört, wodurch es zu Überschwemmungen entlang der Witka und Neiße kam. Beim Wiederaufbau des Staudamms wurde verstärkt auf den Hochwasserschutz geachtet.

## Geographie
Der Stausee befindet sich an der Grenze der Landgemeinde Zgorzelec (Görlitz) mit der Landgemeinde Sulików (Schönberg) und der Stadtgemeinde Zawidów (Seidenberg) in der Woiwodschaft Niederschlesien. Er erstreckt sich über etwa drei Kilometer Länge, seine maximale Breite beträgt etwa 900 Meter.
Zwei Kilometer westlich liegt bei Leuba die Grenze zu Deutschland, einen Kilometer südöstlich bei Ves (Wiese) die zu Tschechien. Umliegende Ortschaften sind Niedów (Nieda) und Wilka (Wilke) im Norden, Wilka-Bory und Ksawerów (Zwecka) im Nordosten, Spytków (Wanscha) im Süden sowie Ręczyn (Reutnitz) im Südwesten.
Der Stausee gilt als Erholungsgebiet und wird zum Baden, Segeln und Fischfang genutzt. Sein Wasser ist durch Schwemmstoffe aus den Mooren des Isergebirges bräunlich getrübt.

## Geschichte

### Bau
Die Talsperre an der Witka wurde zwischen 1958 und 1962 für das Kraftwerk Turów als Kühlwasserreservoir angelegt. Dabei wurden der größte Teil von Niedów, Teile von Spytków sowie mehrere Mühlen abgebrochen. Der knapp 300 Meter lange Beton-Erddamm hatte eine Höhe von 15 Metern und wurde 1962 vollendet. Der Stausee fasste 4.807.000 m³ Wasser. Er wurde als Brauchwasserreservoir sowie zu Erholungszwecken genutzt und hatte keine Hochwasserschutzfunktion.

### Dammbruch

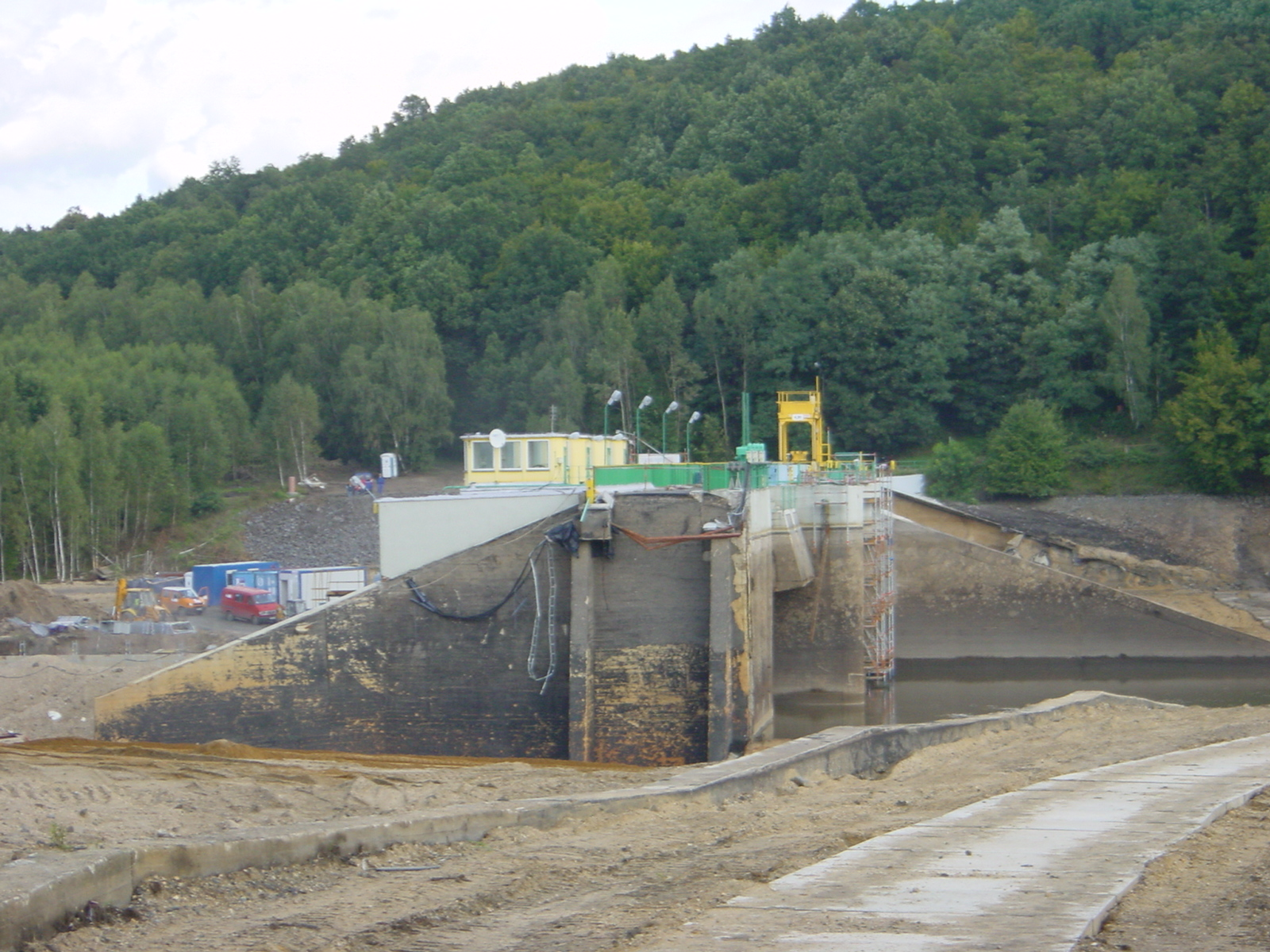
Witka-Staudamm nach Dammbruch, Dammprofil linke Seite

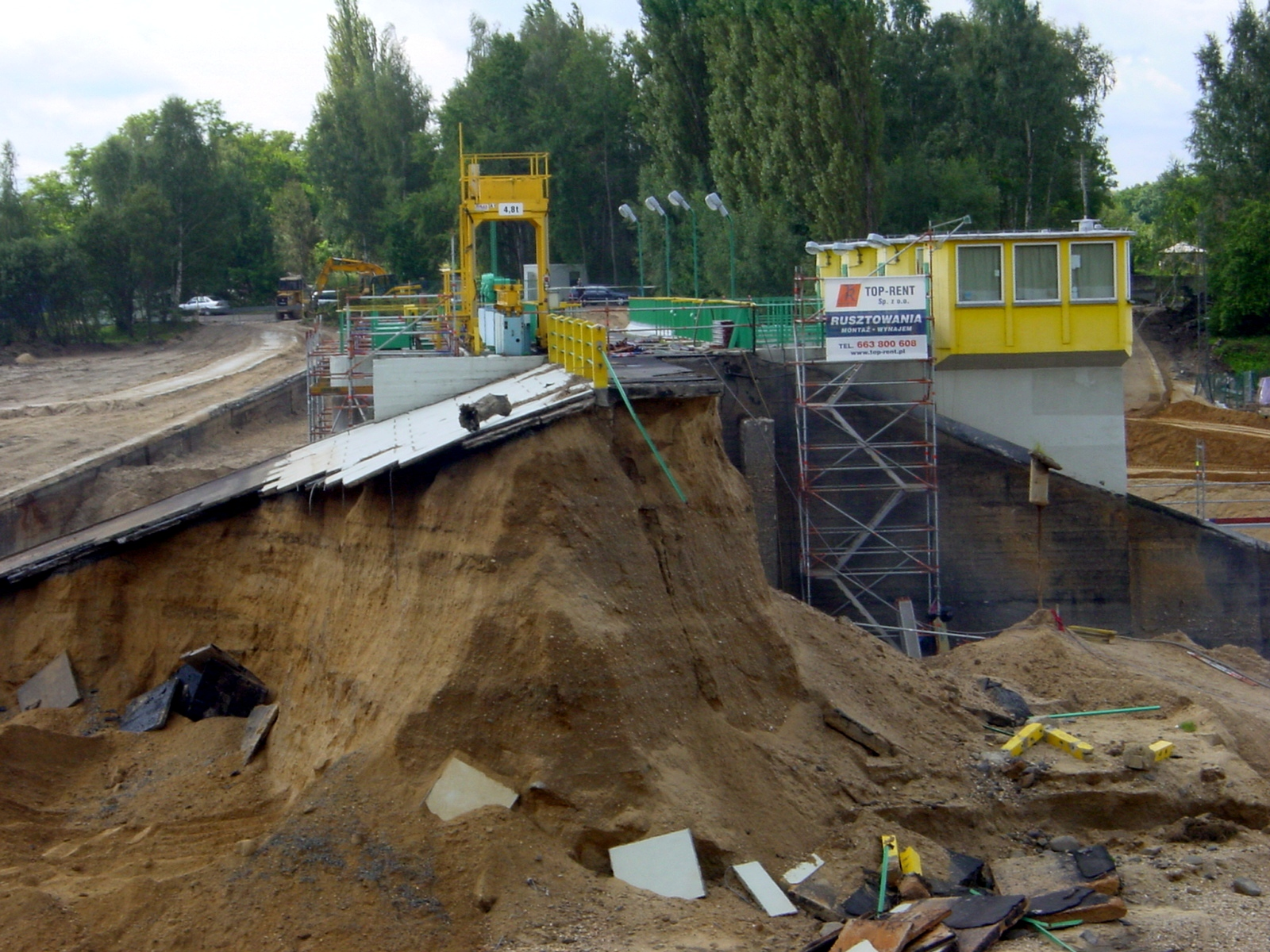
Witka-Staudamm nach Dammbruch, Dammprofil rechte Seite

Nach Starkregenfällen in der Region am 7. August 2010 konnte der Stausee die einströmenden Wassermassen der Witka nicht mehr aufnehmen, wonach der Damm und dessen Uferbereiche auf einer Länge von etwa 300 Metern überflutet wurden. Daraufhin wurde der hauptsächlich aus Kies, Sand und Tonerde bestehende Dammkörper innerhalb weniger Stunden fast vollständig ausgewaschen. Der Mittelteil aus Beton mit den drei Verschlüssen und dem Wasserkraftwerk blieb stehen.

#### Ablauf
Am 6. August wurden 60 bis 100 mm Regen im Einzugsgebiet vorhergesagt.
Am Vormittag des 7. August entwickelte sich eine Flutwelle von 160 m³/s aus dem Oberlauf in Tschechien. Diese Angaben standen auf tschechischen Hochwassermonitoring-Internetseiten, wurden aber zunächst nicht als dramatisch angesehen.
Etwa um 14:00 Uhr traf die Flutwelle am Zufluss der Witka in das Staubecken ein, um 14:15 Uhr wurden 30 m³/s gemessen. Von da an wurden allmählich die Verschlussklappen (drei Segmentschütze) des Staudamms geöffnet und der Wasserspiegel von 210 m (Vollstau) auf 209,80 m abgesenkt. Eine schnellere Öffnung war nicht zulässig, weil sonst der Abfluss im Unterlauf zu schnell angestiegen wäre.
Um 15:00 Uhr war der Zufluss auf 240 m³/s angestiegen. Die Feuerwehr in Radomierzyce wurde etwa um diese Zeit informiert. Bis 15:50 Uhr waren die drei Verschlüsse vollständig geöffnet, so dass der maximale Durchfluss ermöglicht war.
Etwa um 15:30 Uhr wurden die Starostei des Powiat Zgorzelecki und das Kraftwerk Turów über ein noch nie dagewesenes Hochwasser informiert und die Feuerwehr zur Evakuierung aufgerufen.
Das Wasser stieg im Staubecken weiter an. Innerhalb höchstens eineinhalb Stunden füllte sich der Raum zwischen normalem Vollstau und der Dammkrone (der Freibord), der eine Höhe von 1,70 m hat. Dies entspricht einer zusätzlichen Wassermenge von drei bis vier Millionen Kubikmetern, die zu den normalen 4,8 Millionen m³ Speicherinhalt hinzukommen. Um 17:20 Uhr lief das Wasser in ganzer Breite über die Dammkrone; es erreichte eine Überfallhöhe von 50 Zentimetern.
Nach maximal einer halben Stunde war das Gras auf der Luftseite des Dammes von der Kraft des Wassers abgetragen. Danach, etwa um 18:00 Uhr, begann der Bruch des Staudamms, als der vor allem aus Sand bestehende Dammkörper an mehreren Stellen gleichzeitig einbrach. Die Platten an der Wasserseite gaben daraufhin nach und der ganze Damm wurde bis auf kleine Reste – in Fließrichtung rechts – neben dem Überlauf weggespült.

#### Flutwelle
In einer Flutwelle ergoss sich das Wasser des Stausees über die Witka in die Lausitzer Neiße bis in den Berzdorfer See. Die am Berzdorfer See verlaufenden Gleise der Neißetalbahn wurden durch die Flutwelle unterspült und damit unbefahrbar gemacht. Die Flutwelle überschwemmte die unterhalb des Stausees gelegenen Orte Radomierzyce (Radmeritz), Hagenwerder sowie die ufernahen Bereiche Weinhübels, der Görlitzer Altstadt, Zgorzelecs, Ludwigsdorfs und weitere Orte flussabwärts. Dabei entstand ein Rückstau in der Neiße, wobei auch das flussaufwärts der Witka-Mündung gelegene Kloster St. Marienthal überflutet wurde.
Es gab einen Toten durch die Flutwelle, einen Feuerwehrmann in Radomierzyce.
In Görlitz dürfte die Wassermenge aus dem Stausee in der allgemeinen Hochwassersituation allerdings nur noch zu einer geringen Erhöhung des Neißepegels beigetragen haben. Der Kraftwerksdirektor spricht von 5 Millionen m³ Staubeckeninhalt und 100 Millionen m³ Gesamtdurchflussmenge in der Neiße.
Nach dem Dammbruch wurden die Anwohner im Unterlauf nur sehr spät und bruchstückhaft vor der Flutwelle gewarnt. Die deutschen Behörden wussten zunächst nichts von dem Dammbruch, sondern nur von erhöhten Abflüssen. Während Zgorzelec Vorsorge treffen konnte, blieb das an der Neiße gegenüber liegende Görlitz ohne Information. Wegen der Überflutungen zeigte die Stadt Görlitz später den Betreiber des Kraftwerks bei der Staatsanwaltschaft wegen fahrlässiger Herbeiführung einer Überschwemmung an.

#### Untersuchungen danach

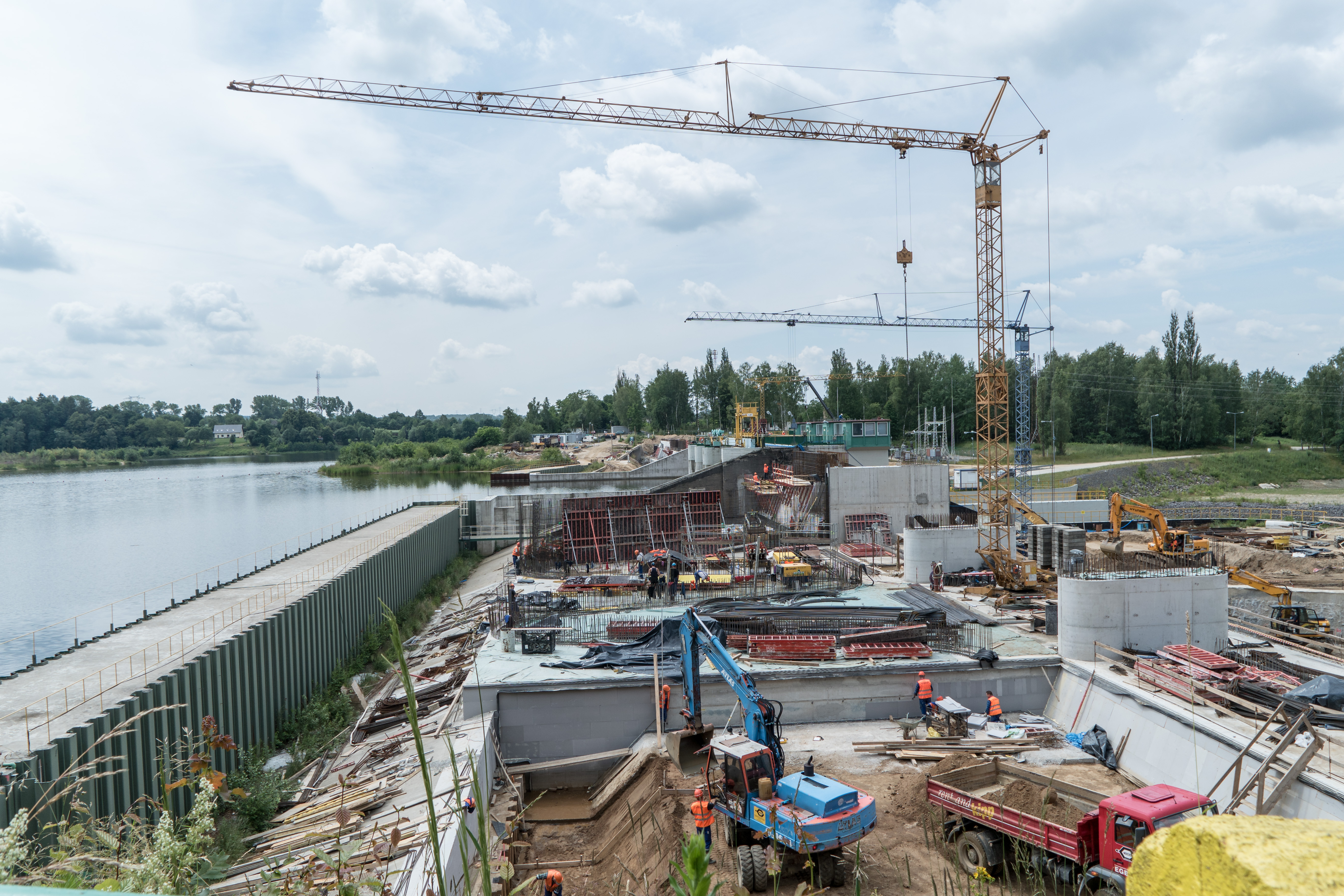
Neubau des Witka-Staudammes, Stand Juni 2015

2013 gaben deutsche Behörden einen Bericht über das Hochwasser 2010 heraus, in dem auch die Ursachen des Dammbruchs untersucht wurden.
Die drei Verschlüsse der Talsperre konnten maschinell bis auf 250 cm Hubhöhe angehoben werden. An dieser Stelle gab es eine automatische Endabschaltung, so dass sie nur von Hand weiter, nämlich bis auf 500 cm hätten geöffnet werden können. Nach den Aufzeichnungen im Betriebstagebuch waren alle Verschlüsse um 15:30 Uhr, dem Zeitpunkt des Stromausfalls, auf 250 cm angehoben. Nach den automatischen Aufzeichnungen allerdings waren zwei davon nur bis in unterschiedliche Höhen deutlich darunter angehoben, nämlich 150 bzw. 170 cm. Nach dem Dammbruch und auch einige Zeit später noch standen alle drei auf 250 cm Höhe. Bei einer vollständigen Öffnung auf 500 cm hätte das Hochwasser ohne Überströmen des Dammes, das heißt ohne Dammbruch, durchgeleitet werden können. Die polnische Staatsanwaltschaft leitete ein Ermittlungsverfahren gegen das Betriebspersonal des Kraftwerks Turów ein. Es wurde 2012 eingestellt, weil keine strafbaren Tatbestände festgestellt werden konnten. Darüber hinaus wurde festgestellt, dass die Überschwemmungen ohne den Dammbruch nur punktuell geringer gewesen wären, da auch in diesem Falle Abflüsse von über 700 m³/s in die Neiße eingeflossen wären. Nach rechnerischen Modellierungen stieg der Pegel Görlitz durch den Dammbruch lediglich zu einem bis 12 cm höheren Wasserspiegel. Im Bereich Hagenwerder trat durch den fast 1.400 m³/s erreichenden Zufluss in Folge des Dammbruchs nach der gleichen Untersuchung jedoch ein 40 bis 50 cm höherer Pegel auf. Es gab keine Beweise für einen fehlerhaften Betrieb, mangelhafte Wartung oder eine ungeeignete Konstruktion des Dammbauwerks. Als Folge des Geschehens wird eine Verbesserung der grenzüberschreitenden Kommunikation vor allem hinsichtlich der Steuerung der Talsperre angestrebt. Eine Verwendung der Talsperre im Rahmen des Hochwasserschutzes ist wegen des begrenzten Stauinhaltes allerdings nur in geringem Umfang möglich.

## Neubau
Der Neubau der Staumauer wurde als Pfeilerstaumauer mit einem zusätzlichen, breit angelegten Überlauf in massiver Betonbauweise errichtet. Der Überlauf besitzt eine ungewöhnliche, in Längsrichtung gefaltete Form, so dass dessen Breite künstlich gestreckt wird. Zur weiteren Reduzierung der Kraft überströmenden Wassers wurden an der Unterseite des Überlaufs Stufen und ein Tosbecken eingebaut sowie Felsbrocken in die Ablaufrinne eingelegt. Der beim Dammbruch erhalten gebliebene, bereits zuvor massiv errichtete Teil des Dammes mit den Absperrtoren und den Kabinen für deren Bedienung, blieb beim Neubau erhalten. Der Einstau war im Mai 2017 noch nicht vollzogen. Am 31. Januar 2018 erfolgt die Endabnahme der neuen Stauanlage.

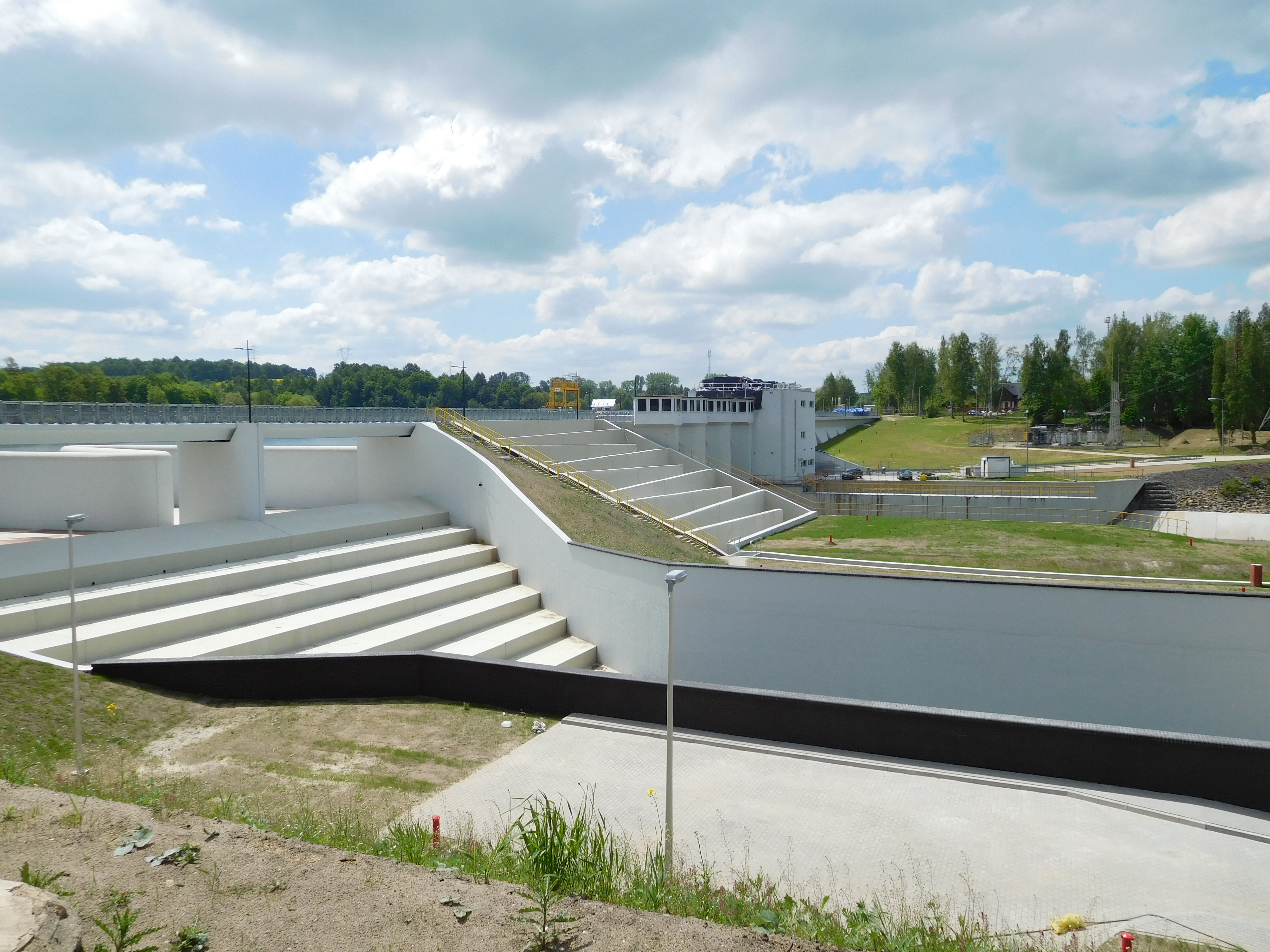
Neubau des Witka-Staudammes, Stand Mai 2017